# Épinoy
Épinoy é uma comuna francesa na região administrativa de Altos da França, no departamento de Pas-de-Calais. Estende-se por uma área de 8,08 km². Em 2010 a comuna tinha 557 habitantes (densidade: 68,9 hab./km²).